# Фердинанд Август фон Лобковиц
Фердинанд Август Леополд фон Лобковиц (на немски: Ferdinand August Leopold von Lobkowitz; на чешки: Ferdinand z Lobkowicz; * 7 септември 1655, Нойщат ан дер Валднах; † 3 октомври 1715, Виена) е бохемски 3. княз от род фон Лобковиц, дипломат и от 1677 г. херцог на Саган, таен съветник 1689 г.

## Живот
Той е син на генерал-фелдмаршал княз Венцел Евсебий фон Лобковиц (1609 – 1677) и съпругата му пфалцграфиня Августа София фон Пфалц-Зулцбах (1624 – 1682), дъщеря на пфалцграф и херцог Август фон Пфалц-Зулцбах (1582 – 1632) и Хедвига фон Шлезвиг-Холщайн-Готорп (1603 – 1657). Понеже майка му е евангелистка и не може да стане като съпруга си католичка – Фердинанд, братята и сестрите му са родени в Горен Пфалц.
От 1678 до 1680 г. Фердинанд Август построява църквата „Св. Квирин“. През 1679 г. той новопостроява дворец Лобковице и между 1698 и 1717 г. също новия дворец в Нойщат ан дер Валднах.
През 1698 г. Фердинанд Август става рицар на Ордена на Златното руно. Той умира на 60 години на 3 октомври 1715 г. във Виена и е погребан в катедралата „Св. Вацлав“ в Роуднице над Лабем.
- Дворец Лобковиц, 1819 г.
- Дворецът в Нойщат ан дер Валднах
- Медал с Фердинанд Август Леополд фон Лобковиц
- Печат на Фердинанд Август Леополд фон Лобковиц

## Фамилия
Първи брак: на 8 юли 1677 г. в Хадамар с принцеса/графиня Клавдия фон Насау-Хадамар (* 6 юни 1660, Хадамар; † 6 март 1680, Нойщат ан дер Валднах), дъщеря на княз Мориц Хайнрих фон Насау-Хадамар (1626 – 1679) и графиня Ернестина Шарлота фон Насау-Зиген (1623 – 1668). Те имат децата:
- Елеонора (1678 – 1678)
- Леополд Кристиан (1679 – 1680)
- Филип Хиацинт фон Лобковиц (1680 – 1737), 4. княз на Лобковиц, женен I. на 17 октомври 1703 г. за Елеонора Катарина Шарлота фон Лобковиц-Билин (1685 – 1720), II. на 25 август 1721 г. във Виена за графиня Мария Вилхелмина фон Алтхан (1703 – 1754)

Втори брак: на 17 юли 1680 г. в Баден с маркграфиня Мария Анна Вилхелмина фон Баден-Баден (* 8 септември 1655; † 22 август 1701), дъщеря на маркграф Вилхелм фон Баден-Баден (1593 – 1677) и втората му съпруга графиня Мария Магдалена фон Йотинген-Балдерн (1619 – 1688). Те имат децата:
- Йозеф Антонин Август (1681 – 1717), каноник в Регенсбург и Кьолн, полковник, убит при Белград
- Елеонора (1682 – 1741), омъжена на 6 декември 1701 г. във Виена за наследствения принц Адам Франц фон Шварценберг (1680 – 1732)
- Мария Лудовика Анна Франциска (1683 – 1750), омъжена на 10 януари 1703 г. във Виена за граф Анселм Франц фон Турн и Таксис (1681 – 1739)
- Фердинанд Ян Франц (1685 – 1727)
- Георг Кристиан (1686 – 1755), княз на Лобковиц, губернатор на Сицилия 1732, фелдмаршал, женен на 11 ноември 1718 г. в Прага за графиня Каролина Хенриета фон Валдщайн (1702 – 1780)
- Хедвига Хенриета (1688 – 1689)
- Августа Франциска (1690 – 1692)
- Карл (Карел) Игнац Бонавентура (1692 – 1701)
- Леополд (* ок. 1694)
- Мария (* ок. 1696)
- Елеонора (* ок. 1698)

Трети брак: на 3 декември 1703 г. във Виена с графиня Мария Филипина фон Алтхан (* 1671; † 2 юни 1706), дъщеря на граф Михаел Венцел фон Алтхан (1630 – 1686) и графиня Анна Мария Елизабет д'Аспремонт-Линден (1646 – 1724). Бракът е бездетен.
Четвърти брак: на 16 ноември 1707 г. за принцеса Мария Йохана фон Шварценберг (* 16 декември 1689; † 23 декември 1739), дъщеря на 2. княз Фердинанд Вилхелм фон Шварценберг (1652 – 1703) и графиня Мария Анна фон Зулц (1652 – 1698). Те имат две дъщери:
- Мария Анна Луиза (1711 – 1713)
- Мария Ернестина (1714 – 1718)